# Cuxhaven
Cuxhaven (v dolnosaském nářečí Cuxhoben) je německé přístavní město ve spolkové zemi Dolní Sasko ležící u ústí řeky Labe do Severního moře. Má asi 48 000 obyvatel. Symbolem města je tzv. Kugelbake, asi 30 metrů vysoká dřevěná stavba postavená kvůli navigaci lodí, která je i ve znaku města. Severozápadně od města se nachází k Hamburku patřící ostrov Neuwerk. Vlastní Hamburk se nachází asi 100 km na východojihovýchod. Dalším důležitým nedalekým městem jsou Brémy. Především jeho čtvrti Duhnen, Döse a Sahlenburg jsou velkým turistickým lákadlem.

## Historie
Ritzebüttel, dnes součást Cuxhavenu, byl založen v roce 1260. V roce 1394 dobyl pevnost Ritzebüttel Hamburk a udělal z něj svou obrannou pevnost pro strategickou polohu u ústí Labe, která je pro Hamburk doslova branou k širému moři.
Dne 15. března 1907 získal městský status jako součást země Hamburg. V současnosti je součástí spolkové země Dolní Sasko.

## Památky
- přímořská pevnost Fort Kugelbake
- zámek Ritzebüttel – bývalé sídlo hamburského místodržícího z doby, kdy město náleželo k Hamburku
- Hapag-Hallen – haly, sloužící v minulosti k shromažďování lidí při vystěhovalectví do Ameriky
- Windstärke 10 – Wrack- und Fischereimuseum Cuxhaven

## Chráněná území
- Cuxhavener Küstenheiden – vřesoviště

## Partnerská města
- Binz, Německo
- Hafnarfjörður, Island
- Ílhavo, Portugalsko
- Murmansk, Rusko
- Nuuk, Grónsko
- Penzance, Velká Británie
- Piła, Polsko
- Sassnitz, Německo
- Vannes, Francie
- Vilanova de Arousa, Španělsko